# اراریک
اراریک (انگلیسی: Eraric؛ درگذشت ۵۴۱) پادشاه اهل پادشاهی استروگتیک بود او از ناحیه مجمع استروگوتها انتخاب شد وی شورایی را برای متقاعد کردن استروگوت‌ها برای برقراری صلح با امپراتور رومی شرقی ژوستینین، تشکیل داد. استروگوت‌ها در مذاکرات با آتش‌بس مخالفت کردند و در عوض خواهرزاده ایلدیباد توتیلا را انتخاب کردند. به زودی پس از ۵ ماه، اراریک توسط پیروان توتیلا کشته شد.